# Роудс, Доннелли
Доннелли Роудс (англ. Donnelly Rhodes; род. 4 декабря 1937, Виннипег, Манитоба, Канада  — ум. 8 января 2018, Мэпл-Ридж, Британская Колумбия) — канадский актёр. Известен по ролям в телесериалах «Мыло» (1978-1981), «Залив Опасный» (1985-1990), «Следствие ведёт Да Винчи» (1998-2005) и «Звёздный крейсер "Галактика"» (2004-2009). За свою шестидесятилетнюю карьеру снялся в более чем в 160 американских фильмах и телесериалах.

## Биография
Донелли Роудс Генри родился в 1937 (по другим данным, в 1936) в Виннипеге, Канада. Изначально Роудс тренировался чтобы стать смотрителем в Службе национальных парков в Манитобе, затем служил в Королевских ВВС Канады на должности бортмеханика. В 1963 году окончил недавно сформированную на тот момент Национальную театральную школу Канады в Монреале.
После выпуска из театральной школы Роудс в 1963 году выступил на Стратфордском шекспировском фестивале, сыграв Стэнли Ковальского в пьесе «Трамвай “Желание”». После нескольких работ на канадском телевидении, Доннелли отправился в Голливуд, где в 1967 сыграл небольшую, но значимую роль картёжника Мэйкона в культовом вестерне «Бутч Кэссиди и Санденс Кид».
В середине 1970-х годов Роудс снимался в популярной мыльной опере «Молодые и дерзкие», затем с 1978 по 1981 играл роль сбежавшего преступника Датча Лейтнера в комедийном сериале «Мыло», и, наконец, вернулся в Канаду, когда получил главную роль, морского ветеринара Гранта «Дока» Робертса в «Залив Опасный» в 1985 году.
В 1998 году Доннелли Роудс вошёл в основной актёрский состав сериала «Следствие ведёт Да Винчи», в котором играл роль пожилого детектива Лео Шеннона; эта роль принесла актёру премию «Джемини» в 2002 году.
В 2009 году Союз творческих исполнителей Британской Колумбии (англ. Union of British Columbia Performers) присудил Доннелли Роудсу премию им. Сэма Пэйна за жизненные достижения.
8 января 2018 года актёр умер в хосписе в Мэпл-Ридж, Британская Колумбия, в возрасте 80 лет от рака.

## Личная жизнь
Первым браком Роудс был женат на актрисе и однокурснице по Национальной театральной школе Марте Бас. Хотя их брак оказался недолговечным, поскольку Доннелли уехал в США выступать на телевидении, они расстались полюбовно и Марта в дальнейшем использовала его фамилию (Генри) как часть своего сценического имени.

## Фильмография
| Год       |    | Русское название             | Оригинальное название              | Роль                             |
| --------- | -- | ---------------------------- | ---------------------------------- | -------------------------------- |
| 1960      | с  | Мэверик                      | Maverick                           | Кейн                             |
| 1964—1965 | с  | Час Альфреда Хичкока         | The Alfred Hitchcock Hour          | Джеймс Беллингтон / Джон Кохрейн |
| 1967      | ф  | Орудийный огонь в Абилине    | Gunfight in Abilene                | Джо Слейд                        |
| 1969      | ф  | Бутч Кэссиди и Санденс Кид   | Butch Cassidy and the Sundance Kid | Мейкон                           |
| 1973      | с  | Доктор Маркус Уэлби          | Marcus Welby, M.D.                 | Пол Дэниелс                      |
| 1974—1975 | с  | Молодые и дерзкие            | The Young and the Restless         | Филлип Чэнселлор II              |
| 1978—1981 | с  | Мыло                         | Soap                               | Датч Лейтнер                     |
| 1980      | ф  | Божественный пёс             | Oh, Heavenly Dog!                  | Монтанеро                        |
| 1982      | с  | Весёлая компания             | Cheers                             | Лео                              |
| 1982—1983 | с  | Блюз Хилл-стрит              | Hill Street Blues                  | судья Пол Гроган                 |
| 1983      | с  | Частный детектив Магнум      | Magnum, P.I.                       | Уилсон Артур Маклиш              |
| 1985—1990 | с  | Залив Опасный                | Danger Bay                         | Грант «Док» Робертс              |
| 1986      | тф | Кодекс мести                 | Dalton: Code of Vengeance II       | майор Беннет                     |
| 1987      | с  | Золотые девочки              | The Golden Girls                   | Джейк Смолленс                   |
| 1987      | с  | Воздушный волк               | Airwolf                            | Тони Сантини                     |
| 1987      | с  | Автостопщик                  | The Hitchhiker                     | Герб Мейсон                      |
| 1988      | с  | Пустое гнездо                | Empty Nest                         | Леонард                          |
| 1993      | с  | Секретные материалы          | The X-Files                        | Джим Паркер                      |
| 1997      | с  | Тысячелетие                  | Millennium                         | Питер Дюмон                      |
| 1997      | с  | Вайпер                       | Viper                              | Джон Лэзенби                     |
| 1998—2005 | с  | Следствие ведёт Да Винчи     | Da Vinci's Inquest                 | детектив Лео Шеннон              |
| 1998      | с  | Ворон: Лестница в небо       | The Crow: Stairway to Heaven       | Джон Т. Франклин                 |
| 2002      | ф  | Снежные псы                  | Snow Dogs                          | организатор гонки #1             |
| 2002      | с  | Американские мечты           | American Dreams                    | отец Хэйден (священник)          |
| 2003      | с  | Мёртвая зона                 | The Dead Zone                      | полковник Берт Хэлси             |
| 2004—2005 | с  | Переходный возраст           | Life as We Know It                 | директор школы Шеффер            |
| 2004—2009 | с  | Звёздный крейсер «Галактика» | Battlestar Galactica               | майор-медик Шерман Коттл         |
| 2006      | с  | Собиратель душ               | The Collector                      | Гордон Спекнер                   |
| 2007      | с  | Ясновидец                    | Psych                              | судья Гораций Лиланд             |
| 2008      | с  | Тайны Смолвиля               | Smallville                         | Милаш, эксперт по антиквариату   |
| 2008      | тф | Загадки Сфинкса              | Riddles of the Sphinx              | Томас                            |
| 2008      | тф | Ужасы Лох-Несса              | Beyond Loch Ness                   | дядя Шон Мёрфи                   |
| 2009      | ф  | Ущерб                        | Damage                             | Дьякон                           |
| 2010      | ф  | Рамона и Бизус               | Ramona and Beezus                  | пожилой фотограф                 |
| 2010      | ф  | Поймать, чтобы убить         | Hunt to Kill                       | шериф Вестлейк                   |
| 2010      | ф  | Трон: Наследие               | Tron: Legacy                       | дедушка Флинн                    |
| 2011      | тф | Вторжение живой стали        | Iron Invader                       | Эрл                              |
| 2011      | ф  | Марли и я 2                  | Marley & Me: The Puppy Years       | Фред Гроган                      |
| 2012      | ф  | Баррикады                    | Barricade                          | шериф Хоуз                       |
| 2012      | тф | Знамение Судного дня         | The 12 Disasters of Christmas      | Грант                            |
| 2016      | с  | Флэш: Вторжение!             | Invasion!                          | агент Смит                       |